# Lithobates sylvaticus
Ếch gỗ (tên khoa học: Lithobates sylvaticus) là một loài động vật trong Họ Ếch nhái. Chúng sinh sống ở khu vực Bắc Mỹ cho tới vòng Bắc Cực. Loài ếch này rơi vào trạng thái ngủ đông ngay sau khi làn da của chúng cảm nhận được cái lạnh của mùa đông. Chúng dừng chức năng hoạt động nội tạng và hơi thở giống như một con ếch đã chết. Khi mùa xuân đến, máu của ếch gỗ bắt đầu lưu thông, con vật hoạt động bình thường trở lại. Chúng có thể tồn tại trong trạng thái gần như hoàn toàn bị đóng băng trong mùa đông, trở về với cuộc sống ngay khi mùa xuân đến. 

## Cơ chế
Loài ếch gổ ở Alaska có thể hóa đá gần 7 tháng ở nhiệt độ trung bình từ -14,6 đến -18 độ C, sau đó sống lại vào mùa hè, chúng chịu lạnh giỏi khi nó có thể hóa đá trong gần 7 tháng ở nhiệt độ trung bình là -14,6 độ C, thậm chí là -18 độ C. Đến mùa xuân, chúng sống lại. Trong thời gian ngủ đông, hơn 60 % cơ thể của ếch gỗ đóng băng, con vật ngừng thở và tim ngừng đập. Mặt thể chất cũng như các hoạt động chuyển hóa và đào thải trong cơ thể tạm dừng lại, giống hệt như trạng thái chết.
Trong thực tế, ếch gỗ có thể trải qua 10-15 chu kỳ đóng băng/ tan băng trong suốt một mùa đông. Nhiệt độ thay đổi khiến cơ thể loài ếch giãn nở và đóng băng mỗi khi màn đêm buông xuống. Đồng thời, các cơ chế phân tử cho phép cơ thể loài ếch gỗ thực hiện hiệu quả việc hóa đá. Trong mô của loài ếch gỗ có nồng độ cao chất bảo quản lạnh. Đó là những chất tan, bao gồm glucose và urea. Gan của chúng có khả năng phân ly hợp chất glycogen thành glucose (đường) và bơm thẳng vào mạch máu. Đường trong máu ổn định tế bào và ngăn tình trạng mất nước, giúp nó sống sót qua thời kỳ giá rét.